# アルフォンソ10世 (カスティーリャ王)
アルフォンソ10世（スペイン語: Alfonso X, 1221年11月23日 - 1284年4月4日）は、カスティーリャ王国の国王（在位：1252年 - 1284年）。一時、対立ローマ王（ドイツ王、在位：1257年 - 1275年）でもあった。
フェルナンド3世と最初の王妃ベアトリス・デ・スアビア（ローマ王フィリップの娘）の長男である。母のベアトリスは神聖ローマ皇帝フリードリヒ2世の従姉妹であり、ボヘミア王オタカル2世は母方の従兄にあたる。
学芸の振興に努めたため「賢王」「賢者」「学者」を意味するel Sabioの別名で知られている。アルフォンソ10世自身は権力の基盤は英知にあると考えており、キリスト教、イスラム教、ユダヤ教を統べる「三宗教の王」と称されることを好んだ。また、現在のスペイン語の母語となったカスティーリャ語の確立者の一人とみなされており、「カスティーリャ語散文の創始者」と呼ばれている。彼の治世にカスティーリャの文化・宗教双方の中心地はコルドバから首都のトレドに移り、アラビア文化を学ぼうとするヨーロッパ各地の研究者がトレドに集まった。
学術面の功績とは逆に、政治の実績には否定的な評価が下されることが多い。

## 生涯

### 即位前
1221年11月23日にフェルナンド3世とベアトリスの長子として、トレドで誕生する。幼少期の事績については不明な点が多い。
幼時から統治と軍事についての教育を受け、1236年から父が進めるレコンキスタの一環としてコルドバ地方のイスラム教徒（ムスリム）の居住地を征服した。1243年にサンティアゴ騎士団とともにムルシアのイスラムの領主アブー・バクルを降伏させ、ムルシア地方を支配下に置いた。この時、バレンシアから南下したアラゴン王ハイメ1世とハティバで接触、両軍に不穏な気配が生じたが、アルミスラ条約を結び両国の獲得領土とその境界線を取り決めたことで紛争は避けられた。
1248年に父が敷いていたセビリア包囲に参加し、翌1249年にハイメ1世の娘ビオランテと結婚した。

### レコンキスタでの活動
1252年にカスティーリャ王位を継ぎ、カスティーリャ、レオンを相続する。

イベリア半島南部のアルガルヴェ地方の国境部の領有を巡ってポルトガル王国と争い、庶子ベアトリスをポルトガル王アフォンソ3世に嫁がせ和解した。1254年にはガスコーニュに軍を進め、ガスコーニュ攻撃の直後にナバラ王テオバルド1世亡き後の王位の継承権を主張したため舅ハイメ1世と対立するが、1256年のソリア条約で和解した。1260年にモロッコのサレでマリーン朝に対する反乱が起きると、アルフォンソ10世は艦隊を派遣して反乱を助けた。カスティーリャ軍はサレを略奪するが、ムワッヒド朝の残党の包囲を受けて退却し、モロッコにアフリカ進出の拠点を築くことはできなかった。
1262年にアルフォンソ10世はイスラム教の従属王国（タイファ）が所有していたカディス、ニエブラの直接支配を狙い、カスティーリャ軍が占領したため、グラナダのナスル朝との関係が悪化する。ナスル朝はアル＝アンダルスのムデハル（キリスト教国在住のムスリム）の反乱を扇動し、ヘレス、アルコス、ムルシアなどで蜂起が発生した。アルフォンソ10世はカラトラバ騎士団の支援を受け反乱都市を奪還、マラガの有力貴族アシキールーラ家の反乱を支援してナスル朝に対抗し、ナスル朝はアシキールーラ家の反乱鎮圧に専念するため、両者は1266年に和約を締結した。この後、アルフォンソ10世はハイメ1世と騎士団、ナスル朝などの支援でムルシアも取り戻し、ムスリム住民を追放してキリスト教徒を入植させ支配を強化した（ムルシア征服）。

### 神聖ローマ皇帝位の請求
1250年代初頭からの神聖ローマ帝国の大空位時代には、母のベアトリスの出自を根拠に神聖ローマ皇帝位を請求し、アル＝アンダルスへの進出を図るピサのギベリンからの支持を受けた。1257年にアルフォンソ10世は同じく神聖ローマ皇帝候補に挙げられていたコーンウォール伯リチャードとともにローマ王（ドイツ王）に選出された。だがハイメ1世は反対し、ローマ教皇も破門を示して即位に反対した。1272年にリチャードが没すると教皇グレゴリウス10世は神聖ローマ帝国諸侯からのローマ王選出を要請し、1273年にハプスブルク家のルドルフ1世がローマ王に選出された。
アルフォンソ10世の試みは失敗に終わり、工作に注ぎ込まれた多額の資金と労力は王国に損失をもたらした。

### 国内の反乱

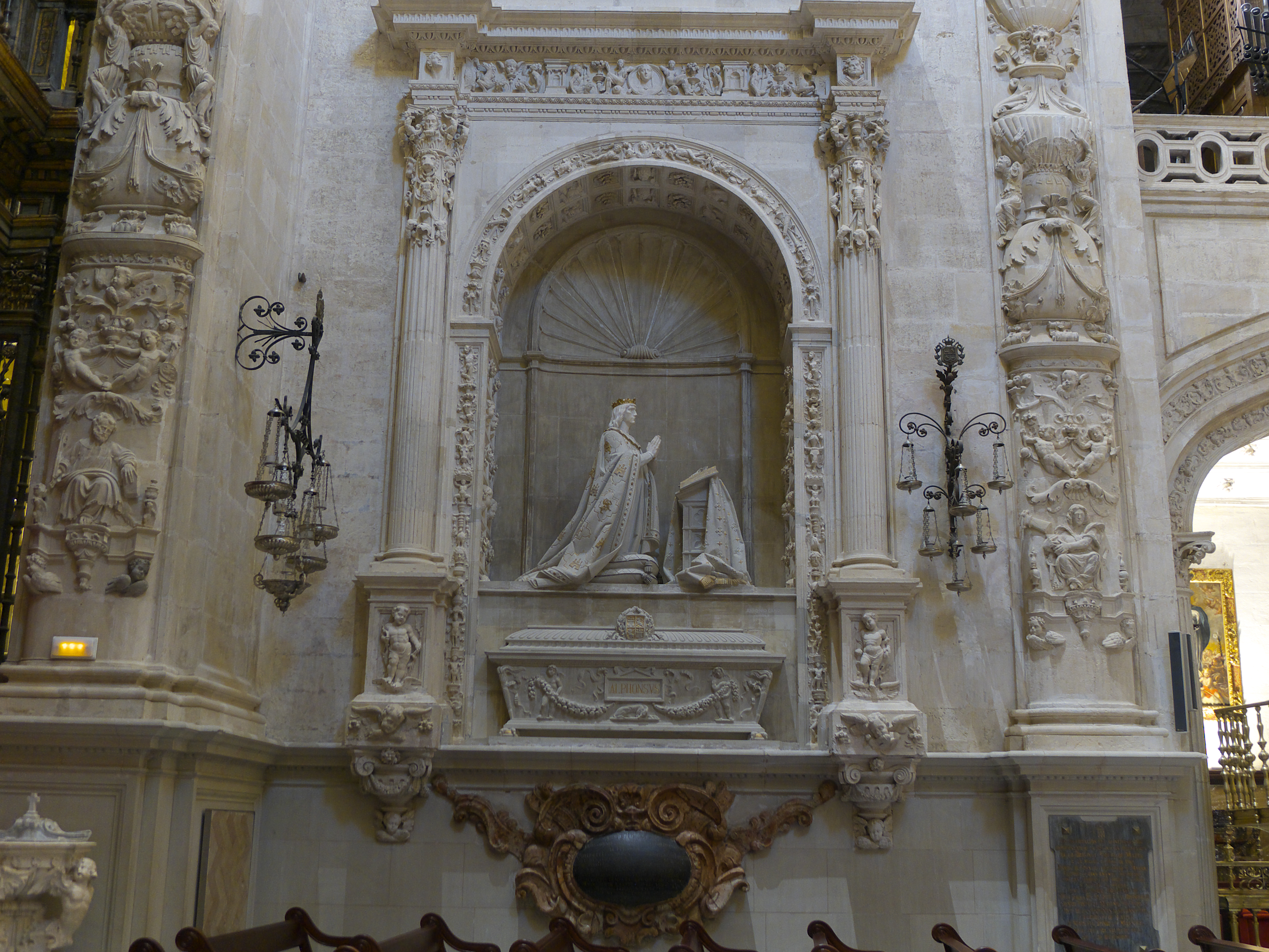
セビリア大聖堂に安置されたアルフォンソ10世の棺

アルフォンソ10世は帝位を獲得する運動に際して国を空けることが多く、王の留守は反乱の温床となった。貴族の一部はアルフォンソ10世の弟フェリペを擁して反乱を起こした。
1275年にアルフォンソ10世が教皇庁に赴いた隙をついて、マリーン朝の君主アブー・ユースフ・ヤアクーブがイベリア半島に上陸した。1275年9月にマリーン朝とナスル朝の連合軍はエシハでカスティーリャ軍を破り、アルフォンソ10世の義弟であるトレド大司教サンチョが戦死する。反乱の鎮圧に奔走した長男のフェルナンド王太子はアンダルシアへ向かう途中のシウダー・レアルで病死、翌1276年にヤアクーブが退却するまでの間、フェルナンドの弟で次男のサンチョ王子（後のサンチョ4世）が代わりにセビリアへ到着、イスラム教徒への抗戦を指導した。
フェルナンドの急死により、遺児でアルフォンソ10世の孫アルフォンソ、フェルナンド兄弟とサンチョが王位継承権を巡って国内は分裂する。フランスを後ろ盾としてアルフォンソを擁立する勢力と、サンチョを支持する勢力に分かれ、アルフォンソ10世も優柔不断な態度を取り状況は悪化した。1282年にサンチョはアルフォンソ10世の廃位と自らの即位を宣言した。サンチョは国内の貴族、都市、聖職者、騎士修道会とポルトガル、アラゴン両王国からの支持を受け、アルフォンソ10世はセビリアに追われた。セビリアに逃れたアルフォンソ10世はサンチョを廃嫡し、マリーン朝に援軍を求めた。アルフォンソ10世とヤアクーブはコルドバでサンチョを包囲し、マドリードに攻撃をかけた。
しかし、マリーン朝からの援軍も状況の打開には結びつかなかった。アルフォンソ10世はもはやいくつかの都市にしか支持されず、1284年に62歳でセビリアで没した。死後、セビリア大聖堂に埋葬された。

## 政策

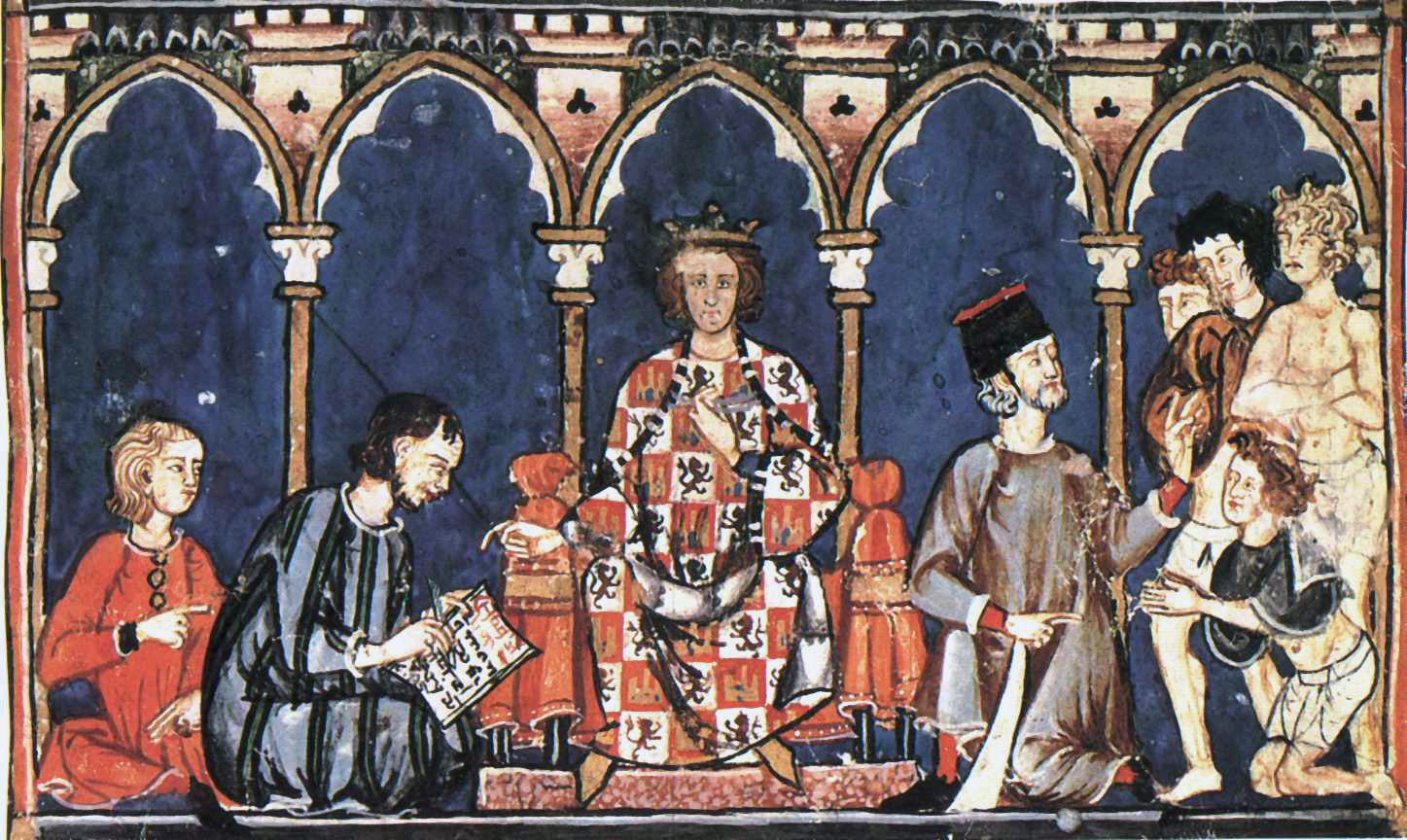
トレドの宮廷のアルフォンソ10世

アルフォンソ10世は国内の安定に向けて、アル＝アンダルスへの再殖民、王国の法・政治制度の統合を重視した。
アル＝アンダルスの建築物は破壊されずに残され、イスラム統治時代の農場や村の境界線はカスティーリャの支配下でも存続した。カスティーリャはイスラム教徒が支配した痕跡を払拭するためにアル＝アンダルスの地名をすべて改称したが、改称後の名前は定着せず、イスラム時代以前の地名が使われることが多かった。
アルフォンソ10世の治下では王権強化のため、国王裁判所の権限強化、コルテスの定期開催、貴族・廷臣の奢侈の取り締まり、宮廷儀礼の整備が実施された。王権強化策の根底には古代ローマ法の理念があり、アルフォンソ10世は王である自身を神と地上の臣民の仲介者と考えていた。国王裁判所での使用を目的に作成された『七部法典（シエテ・パルティーダス）』は、地方ごとに異なる慣習を統一する役割を持っていた。『七部法典』は他のイベリア諸国、さらには近代のスペインとその海外植民地の法律にも反映された。法令としての役割以外に、『七部法典』は歴史・社会・文学的価値も評価されている。
同じローマ法に基づく法令であり、都市法の上位に置かれる『フエロ・レアル』も編纂された。しかし、こうした王権強化策に貴族と都市は反発した。
アルフォンソ10世は経済政策、貨幣制度の改革にも取り組んだが、成功とは言い難かった。税を引き上げたものの徴収は難航し、レコンキスタで獲得した戦利品から得られる利益も減少した。さらに悪貨の発行によって物価と賃金の高騰を招いた。
アルフォンソ10世が志した王権の強化は、曾孫アルフォンソ11世の時代に実現する。『七部法典』が初めて公布されたのは、1348年になってからである。

## 文化事業

### 言語

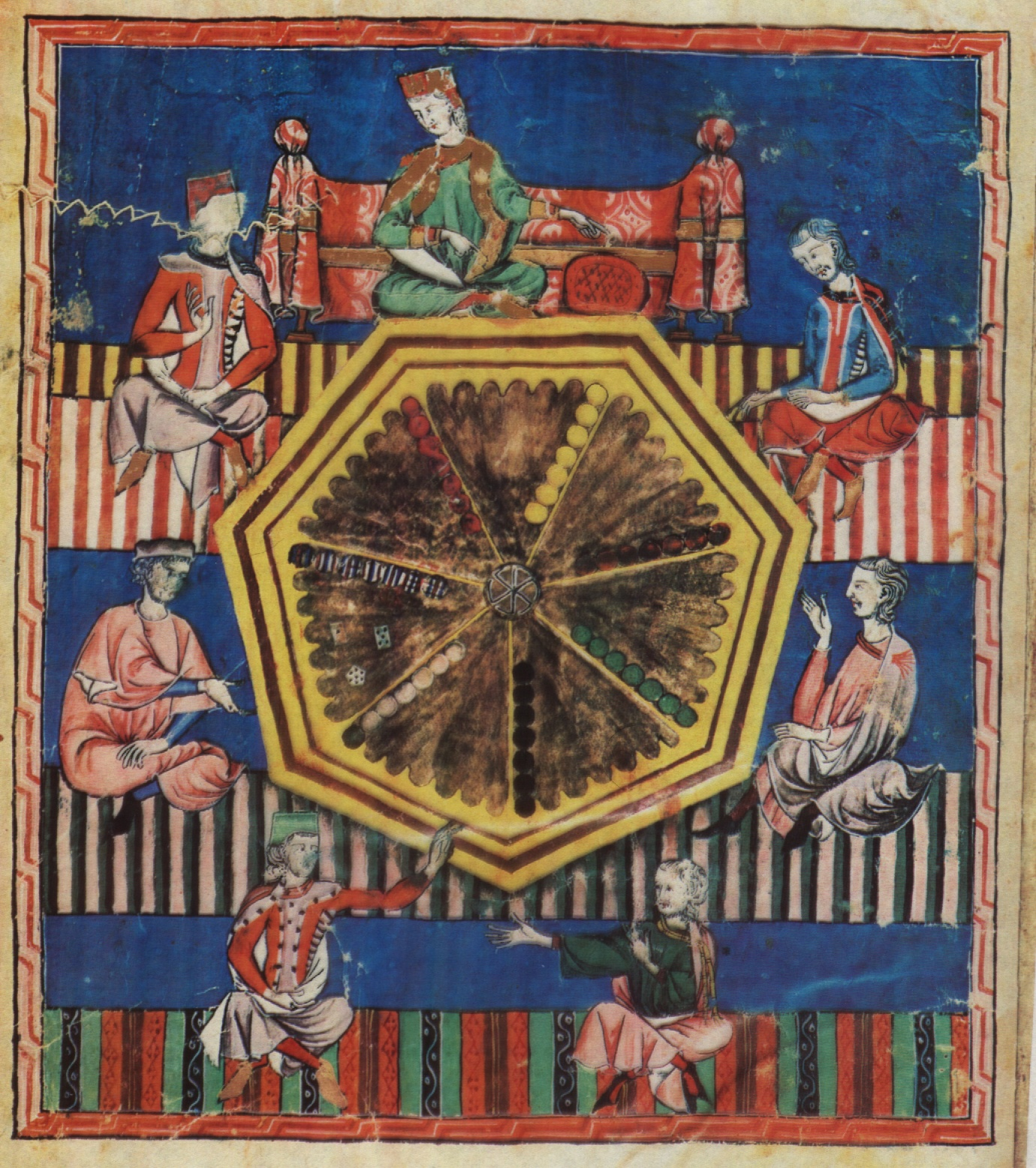
『チェス、賽子、双六の書』の挿絵

アルフォンソ10世の宮廷では、著述活動とともにアラビア語文献の翻訳が推進された。1085年から続いていたトレド翻訳学派（トレド翻訳学校）は国の後援を受け、12世紀ルネサンスに大きな影響を与えた翻訳学派にはイスラム教徒、ユダヤ教徒、キリスト教徒の学者の集団が属していた。学術書以外に、図説書『チェス、賽子、双六の書』、説話集『ムハンマドの梯子の書』が翻訳された。幼少時に年代記を読んだと推定され、翻訳事業の推進者だったトレド大司教ロドリゴ・ヒメネス・デ・ラダの影響を受けたとされるアルフォンソ10世は翻訳事業には即位前から着手しており、1250年に『宝石の書（宝石名鑑）』、1251年に寓話『カリーラとディムナ』のアラビア語からカスティーリャ語への翻訳を後援している。ただし、『カリーラとディムナ』については、彼が翻訳を命じたかは定かではない。
アルフォンソ10世の即位より前のトレド翻訳学派はカスティーリャ語に翻訳した書籍をラテン語に重訳していたが、アルフォンソ10世の時代に重訳は行われなくなる。カスティーリャ語で記述された文献が参照された地域は、カスティーリャ内にとどまった。アルフォンソ10世は13世紀当時のカスティーリャで支配的言語の地位にあったラテン語からの脱却を目指し、歴史学、宗教、文学の分野でもラテン語に代えてカスティーリャ語の使用を推進した。そして、カスティーリャ語は著述活動以外に、司法の場でも公用語として用いられるようになった。しかし、国外に発せられる公文書では、依然としてラテン語が使用されていた。
アルフォンソ10世が後援したカスティーリャ語による著述活動においては、書き言葉として必要な語彙がラテン語・ギリシャ語からカスティーリャ語に輸入され、既存の単語から多くの派生語が生まれた。新しい語彙の輸入に際して、編纂者には単語の出所の明示と定義付けが厳しく要求された。綴り字には一定の原則が設けられ、アルフォンソ10世の時代の文献に表れた綴り字の体系は「アルフォンソ正書体」と総称される。アルフォンソ正書体は不完全なものだったが、基盤となる部分は後世に継承された。
アルフォンソ10世が行ったカスティーリャ語の推進活動は政治・文化的な意図が含まれていた。その活動は政治と文化の大衆化、支配者から民衆への意思伝達の改善による、国内の統一の強化を目的としていたと思われる。アルフォンソ10世の時代にカスティーリャ語に文章語としての規則と文化的権威が付加され、イベリア半島の一方言だったカスティーリャ語の使用範囲は拡大した。
翻訳事業に影響を受けた人物にアルフォンソ10世の甥のフアン・マヌエルがいた。伯父の作品と蔵書を読んだ彼は著作に熱中、1330年に『国家論』を書いたほか、1335年に書いた『ルカノール伯爵』は『カリーラとディムナ』がカスティーリャにきっかけを与えたフィクション創作の嚆矢に位置づけられている。

### 天文学

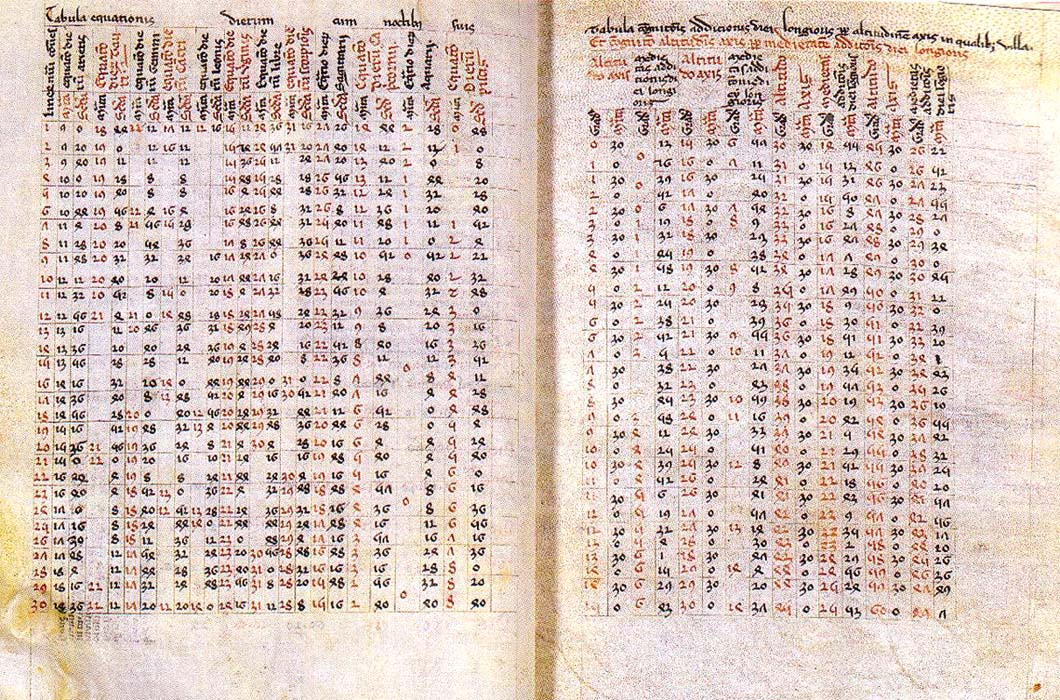
アルフォンソ天文表

様々なアラビア語文献の中でもアルフォンソ10世が興味を持っていた天文学、占星術の書籍が多く訳された。
『天文学の書』ではプトレマイオスの天動説に基づく天体の動きが体系的に説明され、随所に道徳・宗教的な説話が挿入されている。他に天体の動きと宝石の関連性について述べた『宝石の書』が訳された。
トレドではアストロラーベや時計などを用いて天体観測が行われ、その結果を元にアッ＝ザルカーリーが作成した天文表を修正した。天文表は彼の名前をとってアルフォンソ天文表と呼ばれるが、実際にアルフォンソ10世の元で作成されたかを疑う意見もある。

### 歴史、文芸

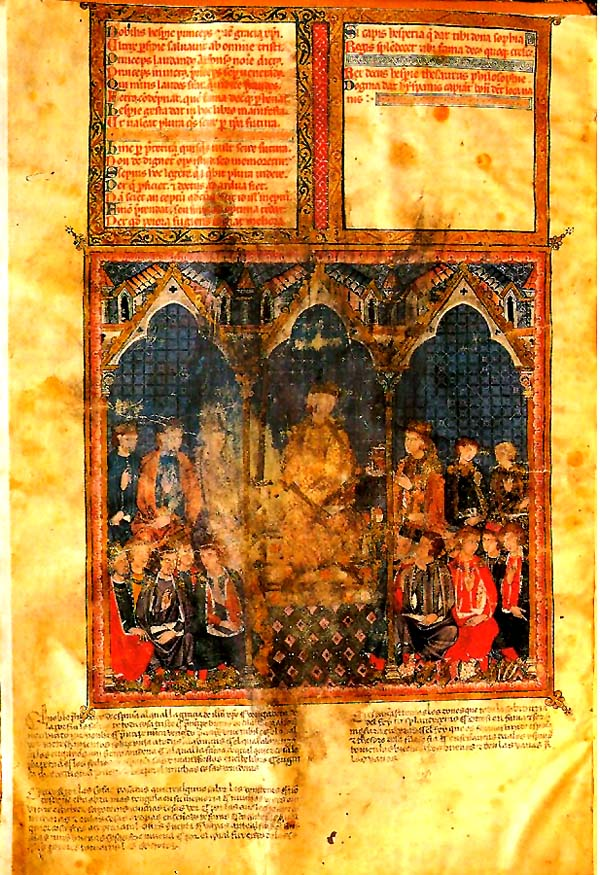
『スペイン史』の写本

アルフォンソ10世在位中のカスティーリャ王国ではイベリア史と世界史の編纂事業が行われ、『スペイン史』（Estoria de España）と『世界史』（General Estoria）、の2冊の年代記が完成した。史書の編纂に際してはアルフォンソ10世自らが編者を選定し、校閲にあたった。
『スペイン史』の編纂にあたっては国王年代記、古典史料以外にイスラムの史料、叙情詩も用いられた。叙情詩は散文化された状態で『スペイン史』に収録されており、その中には元の詩が散逸したものも含まれている。いずれの年代記の記述も史実と虚構が混在しているが、こうした傾向には中世ヨーロッパ人の歴史観が現れているとも見なせる。『スペイン史』では1252年までのイベリア史が扱われているが後の時代に何度も増補・改訂され、アラゴンやポルトガルでも参照された。1906年、メネンデス・ピダルは『スペイン史』を『第一総合年代記』と題して出版した。
当初『世界史』は天地創造からアルフォンソ10世の治世までを記述することが予定されていたが、天地創造から聖母マリアの家譜を記述するところで終わっている。『世界史』にはギリシャ神話の英雄が多く登場する点が特徴として挙げられる。
アルフォンソ10世は詩作を好んだほか、作曲も手がけている。1257年から1279年にかけての時期に詩人、楽士、ムーア人の踊り手の協力を受けて400超のカンティーガ（叙情的な歌謡）から構成される『聖母マリアのカンティーガ集（Cantigas de Santa María、「聖母マリア頌歌集」、「カンティーガス・デ・サンタ・マリーア」とも）』を完成させた。『聖母マリアのカンティーガ集』はガリシア語で書かれており、西ゴート王国時代の典礼歌と民衆の歌謡曲、東方起源の賛歌、中世の舞踊の影響を受け、トルバドゥールとトルヴェールの技法を取り入れている。『聖母マリアのカンティーガ集』の挿絵にはアルフォンソ10世とともに当時使用されていた楽器や衣服が描かれており、貴重な史料となっている。また、挿絵にはキリスト教徒とイスラム教徒（ムーア人）の奏者が描かれており、アルフォンソ10世のカンティーガの多文化性を確認できる。
1943年にはイヒニオ・アングレスによって、アルフォンソ10世のカンティーガが復刻された。

### 学校との関わり
1254年にサラマンカ大学に特権を付与し、大学には食住の付与と一定の自治権が認められた。また、アルフォンソ10世はセビリアに学者、詩人を集め、セビリア大学の母体となる学校を創設した。13世紀後半のセビリアは首都トレドと並ぶ学術研究の拠点となった。このうちサラマンカ大学では、ポリフォニーの教育が実施されていた。
ムルシアにもキリスト教徒、ユダヤ教徒、イスラム教徒が共存する学校が開設されたが、イスラム教徒の学生がカスティーリャから追放されると、教師を務めていたアブー＝バクルはナスル朝に亡命した。

## 家族
1249年1月29日にビオランテ（ヨランダ）・デ・アラゴン（アラゴン王ハイメ1世と王妃ビオランテ・デ・ウングリアの娘）と結婚した。夭逝した1人を除いて10人の子供をもうけている。
1. ベレンゲーラ（英語版）（1253年10月10日と11月25日の間 - 1284年1月10日以降[61]） - フランス王ルイ9世の息子で後継者だったルイ（英語版）（フィリップ3世の兄）と婚約したが、1260年にルイが夭逝したためラス・ウエルガス修道院に入った。
2. ベアトリス（英語版）（1254年11月5日と12月6日の間 - 1280年以降） - 1271年8月、ムルシアでモンフェラート侯グリエルモ7世と結婚、子供あり[61]。
3. フェルナンド（1255年10月23日 - 1275年7月25日） - 1269年11月30日、フランス王ルイ9世の娘ブランシュと結婚、2男をもうけた[61]。王太子であったが父より先に死去し[61]、遺児たちを退けて弟サンチョが父から王位を奪った。
4. レオノール（スペイン語版）（1256年8月と1257年8月の間 - 1275年9月） - 生涯未婚[62]
5. サンチョ（1258年 - 1295年） - カスティーリャ王サンチョ4世[62]。勇敢王（エル・ブラーボ：el Bravo）と呼ばれる。
6. コンスタンサ（スペイン語版）（1259年2月と10月の間 - 1280年7月23日） - ラス・ウエルガス修道院の修道女[62]
7. ペドロ（英語版）（1260年5月15日と7月27日の間 - 1283年10月20日） - 1281年2月17日にマルガリータ・デ・ナルボーナと結婚、子供あり[63]
8. フアン（英語版）（1262年3月22日と4月20日の間 - 1319年6月25日） - バレンシア・デ・カンポスの領主。1281年2月17日にマルゲリータ・デ・モンフェラートと結婚[64]。1287年5月11日までにビスカヤの女領主（ディエゴ・ロペス・デ・アロの死後）マリア・ディアス・デ・アロと再婚し、フアン・エル・トゥエルト（隻眼のフアン）をもうける[64]。
9. イサベル（1263年/1264年生） - 夭逝[65]。
10. ビオランテ（英語版）（1265年? - 1287年3月12日と1308年1月30日の間） - 1282年7月、ビスカヤの領主ディエゴ・ロペス・デ・アロと結婚、子供あり[65]。
11. ハイメ（英語版）（1266年 - 1284年8月9日） - 生涯未婚[65]。

アルフォンソ10世には他にも多くの非嫡出子がいた。
- アルフォンソ・フェルナンデス（英語版）（1240年ごろ – 1281年） - 1269年までにブランカ・アルフォンソ・デ・モリナ（スペイン語版）と結婚、子供あり[66]。
- ベアトリス（1244年12月31日以前 – 1303年10月27日） - 1253年にポルトガル王アフォンソ3世に嫁ぎ[66]、ディニス1世の母になった。
- ウラカ（1284年以降没） - 生涯未婚[67]。
- マルティン（1284年以降没） - 聖職者[67]。

## 関連図書
- O'Callaghan, Joseph F. (1993). The Learned King: The Reign of Alfonso X of Castile (英語). University of Pennsylvania Press. ISBN 978-1-5128-0545-1。